# Alessandro Giannessi
Alessandro Giannessi (La Spezia, 30 maggio 1990) è un ex tennista italiano.
È un giocatore mancino che ha disputato prevalentemente tornei nei circuiti minori raccogliendo diversi successi. Il suo migliore ranking ATP in singolare è stato l'84º posto nel luglio 2017, mentre in doppio non è andato oltre il 171º dell'ottobre 2013. Ha vinto il suo unico incontro nelle prove del Grande Slam in singolare agli US Open 2016. Ha raggiunto una semifinale negli altri tornei del circuito maggiore al Croatia Open Umag 2017.
Il suo rendimento in singolare ha avuto un costante miglioramento tra il 2010 e 2012, ma una serie di infortuni e problemi fisici hanno compromesso le sue prestazioni fino a costringerlo a uno stop prolungato alla fine del 2014. È tornato a buoni livelli e a inizio 2017 è diventato per la prima volta il quarto italiano nella classifica mondiale, dietro Lorenzi, Fognini e Seppi. Nel 2017 ha vinto l'unico incontro disputato con la squadra italiana di Coppa Davis.

## Carriera

### 2006-2009: inizi tra i professionisti e primi titoli Futures in doppio
Fa le sue prime rare apparizioni tra i professionisti tra il 2006 e il 2008 in tornei dei circuiti Futures e Challenger, perde in singolare tutti gli incontri a eccezione del Futures Italy F34 dell'ottobre 2008, dove vince i primi match di specialità in carriera e si spinge fino ai quarti di finale. Nello stesso torneo raggiunge la sua prima finale in doppio. Inizia a giocare a tempo pieno nel 2009 e raggiunge in singolare alcune volte i quarti di finale in tornei Futures. In doppio, dopo aver perso altre tre finali, vince il primo titolo ad agosto all'Italy F25 in coppia con Claudio Grassi e si ripete il mese dopo vincendo l'Italy F29 assieme a Federico Gaio.

### 2010-2011: primi titoli Futures in singolare, prime apparizioni nel circuito ATP e 133º nel ranking
All'inizio del 2010 non va oltre i quarti di finale in un Futures statunitense; a maggio disputa per la prima volta le qualificazioni nel circuito maggiore agli Internazionali d'Italia e viene subito eliminato. Subito dopo disputa in doppio la sua prima semifinale Challenger a Sanremo, persa in coppia con Gaio. Nel torneo di singolare vince contro Dominik Hrbaty il primo match di specialità in un tabellone Challenger ed esce al secondo turno. Nel corso della stagione raggiungerà in singolare il secondo turno nei Challenger altre volte e a novembre alza il suo primo trofeo da professionista in singolare sconfiggendo in finale il nº 353 ATP Javier Marti in due set al torneo Futures Spain F40 di Madrid. Nel 2010 vince anche tre titoli Futures in doppio e raggiunge la 236ª posizione al mondo in questa specialità; in singolare non va oltre la 494ª.
Inizia la stagione 2011 a marzo e raggiunge in tornei Futures turchi una finale e una semifinale. Ad aprile supera in un Futures di Roma Stefano Galvani e Matteo Trevisan e cede in finale contro Daniele Giorgini. Vince il suo secondo titolo Futures in singolare a maggio ad Aosta ed entra per la prima volta nella top 400. Dopo un altro Futures vinto a Viterbo, a fine giugno raggiunge la sua prima semifinale Challenger a Torino e si arrende alla superiorità di Albert Ramos Viñolas dopo aver eliminato il top 60 Daniel Gimeno Traver. Al Challenger di San Benedetto del Tronto raggiunge i quarti e perde le successive finali ai Futures Italy F20 di La Spezia ed F22 di Appiano, dove vince il suo sesto titolo Futures di doppio in coppia con Stefano Ianni.
Dopo la semifinale al Challenger di Cordenons, fa la sua prima esperienza in un torneo del Grande Slam agli US Open ed esce al primo turno di qualificazione. Raggiunge i quarti al Genoa Open e allo Szczecin Open e per la prima volta entra nella top 200, alla 183ª posizione. A settembre supera per la prima volta le qualificazioni in un torneo ATP al Romanian Opena, al primo turno elimina la testa di serie nº 8 Albert Montañés per 7-5, 6-4, sconfigge poi in tre set Frederico Gil e perde nei quarti di finale contro Pablo Andújar per 6-3, 6-3. Questi risultati gli valgono la 157ª posizione nel ranking. A Napoli disputa per la prima volta in carriera una finale Challenger in singolare: supera Enrico Burzi, Marco Crugnola, Antonio Veić e in semifinale Adrian Ungur,cede in finale al nº 117 al mondo Leonardo Mayer, che si impone per 6-3, 6-4. A novembre porta il miglior ranking al 133º posto mondiale. In doppio vince in stagione un titolo Futures, raggiunge due semifinali Challenger e non compie progressi nel ranking.

### 2012: prima partecipazione a un Masters 1000
Grazie alla buona posizione nel ranking, Giannessi può iniziare la stagione tentando la qualificazione nei tornei del circuito maggiore. Fallito l'accesso nel tabellone principale nei 250 di Viña del Mar, San Paolo e Buenos Aires, supera le qualificazioni nel 500 di Acapulco ed esce al primo turno per mano di Potito Starace. Dopo alcuni risultati negativi nei Challenger, supera per la prima volta le qualificazioni in un Master 1000 a Monte Carlo con i successi sul nº 70 del mondo Stachovs'kyj e su Gimeno Traver. Cede di nuovo al primo turno del tabellone principale, stavolta in due set contro Filippo Volandri. Esce nelle qualificazioni alla sua prima esperienza a Wimbledon
Sempre passando dalle qualificazioni, a luglio accede al 250 di Båstad, batte in tre set Michael Berrer e perde al secondo turno contro Gimeno Traver. Nello stesso torneo disputa l'unico incontro dell'anno in doppio in un torneo del circuito maggiore, in coppia con Bolelli. A fine mese è ammesso direttamente al tabellone principale di Kitzbühel e perde di nuovo al primo turno contro Volandri. Esce per la seconda volta alle qualificazioni degli US Open dopo aver battuto Estrella Burgos al primo turno. Nella parte finale della stagione gioca senza successo nei tornei Challenger, non riesce a confermare i punti del 2011 e chiude il 2012 al 260º posto della classifica ATP.

### 2013, primo titolo Challenger e 171º del ranking in doppio
La stagione di Giannessi inizia in Australia dove perde tutti gli incontri in alcuni tornei Challenger e alle qualificazioni degli Australian Open. Esce invece al secondo incontro nelle qualificazioni all'ATP 250 di Marsiglia e di nuovo al primo nelle qualificazioni a Casablanca e a Monte Carlo, risultati con cui esce dai primi 300 del ranking ATP. Non va oltre il secondo turno alle qualificazioni dell'ATP di Bucarest. La settimana successiva torna a giocare una finale Challenger a Napoli dopo la vittoria in semifinale su Volandri e si ritira durante il match decisivo contro Potito Starace. Eliminato nelle qualificazioni al Masters di Roma e all'ATP 250 di Nizza, a giugno e luglio non supera i quarti nei tornei Challenger e vince il Futures a La Spezia battendo in finale Daniele Giorgini per 6-2, 6-3. Questo trofeo è l'unico in singolare di una stagione che chiude senza altri risultati di rilievo alla 279ª posizione.
Durante l'anno i migliori risultati arrivano nei tornei Challenger di doppio; si aggiudica in coppia con Gianluca Naso il primo titolo di categoria a Meknes, che sarà anche il suo ultimo torneo vinto in doppio. Raggiunge quindi la finale anche a Napoli in coppia con Golubev, a Caltanissetta con Starace, a San Benedetto di nuovo insieme a Naso e a Stettino con Arnaboldi. Grazie a questi risultati a ottobre si porta alla 171ª posizione, che rimarrà il miglior ranking di doppio in carriera.

### 2014 - 2015: intervento al polso e rientro
Nella prima parte del 2014 esce sempre nelle qualificazioni nel circuito principale e le supera solo a maggio al Düsseldorf Open, dove esce poi al primo turno contro Jason Kubler. La seconda metà dell'anno si dedica interamente a tornei Challenger, ma con pochi risultati di rilievo: solo a San Marino raggiunge la semifinale. A fine anno Giannessi si trova relegato alla 369ª posizione in singolare, la più bassa dal giugno 2011. Ancora più evidente il calo in doppio dove non riesce a replicare la buona stagione precedente, soltanto a Todi in luglio raggiunge la semifinale e scivola oltre la top 500. A dicembre, dopo una stagione martoriata da infortuni muscolari, si opera al polso destro, che molti problemi gli aveva procurato durante l'anno.
Rientra alle competizioni nel maggio 2015 ripartendo dalla 457ª posizione mondiale e dai tornei Futures. Torna in finale nel Futures di Lecco e si arrende a Gianluca Naso in tre set. Recuperate circa cento posizioni in classifica, torna a giocare le qualificazioni dei tornei Challenger e accede al main draw di Padova dove batte Rublëv e Bellotti prima di perdere nei quarti contro Martin; raggiunge però la terza finale consecutiva, stavolta in doppio, in coppia con Gaio, e vengono sconfitti dallo stesso Rublëv e da Elgin. La serie positiva prosegue anche a luglio con il quinto titolo Futures in carriera a Sassuolo, prendendosi in finale una rivincita contro Naso e poi raggiungendo anche la seconda finale consecutiva in doppio, stavolta in coppia con Matteo Volante, persa contro Safwat e Weissbon.
Disputa poi la terza finale Challenger di singolare in carriera a San Benedetto del Tronto e viene sconfitto dal nº 66 del mondo Albert Ramos Viñolas per 6-2, 6-4. Rientrato nella top 300, nei mesi successivi non consegue successi in singolare nei tornei Challenger, mentre in doppio perde le finali in settembre a Genova con Arnaboldi) e a Stettino con Gaio. A fine stagione è 254º nel ranking di singolare, dopo essere stato 244º in ottobre, e 224º in doppio.

### 2016: prima partecipazione a un torneo del Grande Slam e primo titolo Challenger in singolare
A inizio stagione esce di nuovo nelle qualificazioni degli Australian Open. A febbraio è in America per giocare i Challenger di Santo Domingo, dove arriva ai quarti, e di Cuernavaca, dove si spinge sino alle semifinali: questi risultati gli sono sufficienti per riaffacciarsi tra i primi 200 del mondo, dai quali era uscito a settembre 2012. Sconfitto nelle qualificazioni all'ATP di Acapulco, nei tornei Challenger di Napoli, Barletta e Torino ottiene tre vittorie e tre sconfitte, prima di uscire nelle qualificazioni all'ATP di Istanbul, al Masters di Roma e al Roland Garros. Raggiunge le semifinali a Caltanissetta ed esce di nuovo nelle qualificazioni di Wimbledon. In estate la sua ascesa in classifica si arresta non riuscendo a difendere la finale di San Benedetto del Tronto ed esce dalla top 200.
Alle qualificazioni degli US Open supera Ramanathan, Sugita e Kamke nel turno finale,  conquista così per la prima volta in carriera l'accesso al tabellone principale di un torneo Slam, peraltro su una superficie sulla quale raramente aveva ottenuto risultati soddisfacenti e che non aveva mai affrontato nel circuito ATP. Il sorteggio gli fa trovare Kudla, già incontrato a Roma, e si impone al quinto set per 6-0; al secondo turno perde in tre set contro il numero tre del mondo Stan Wawrinka, nel suo primo incontro contro un top 10. Giannessi spreca un set point nel secondo set contro lo svizzero, che vincerà il torneo.
Forte del buon risultato americano, Giannessi conquista il primo titolo Challenger in singolare in carriera a]lo Szczecin Open di Stettino senza perdere alcun set, superando in finale Dustin Brown per 6-2, 6-3. Chiude la stagione raggiungendo la finale in singolare anche al Challenger di Ortisei, persa contro Stefano Napolitano per 6-4, 6-1. Con questo risultato, il 14 novembre eguaglia il suo best ranking tornando dopo 4 anni e mezzo al 126º posto mondiale.

### 2017: prima semifinale ATP e 84º nel ranking
Inizia la nuova stagione superando le qualificazioni all'ATP di Doha, esce al primo turno per mano del nº 10 del mondo Tomáš Berdych e sale alla 124ª posizione. Non supera invece le qualificazioni degli Australian Open e il primo turno nel main draw all'Ecuador Open, dove in coppia con Paolo Lorenzi vince il suo primo incontro ATP in doppio e raggiungono i quarti di finale. Supera le qualificazioni all'Argentina Open battendo Carballés Baena e Lajović; nel main draw ha la meglio su Rogério Dutra da Silva e viene eliminato da Carreño Busta in tre set agli ottavi. Fallisce le qualificazioni nell'ATP 500 di Rio e le supera al Brasil Open: al primo turno sconfigge di nuovo e perde al secondo contro Fabio Fognini.
Dopo il ritiro al primo turno nel Santiago Challenger, viene convocato per la prima volta in Coppa Davis nella sfida dei quarti di finale contro il Belgio a Charleroi e debutta nella manifestazione a risultato acquisito contro De Loore, che batte per 6-4, 7–6. Il 30 aprile arriva in finale agli Internazionali d'Abruzzo e viene sconfitto da Pedro Sousa con il punteggio di 6-3 7-6; a causa di questa sconfitta finisce al centro di attacchi da parte di scommettitori, ai quali replica duramente tramite i propri canali social. A giugno perde 6-4, 6-2 la finale del Challenger Città di Caltanissetta contro il nº 36 ATP Paolo Lorenzi, dopo che nei quarti aveva eliminato il quotato Michail Kukuškin. Questi risultati gli consentono di entrare per la prima volta tra i primi 100 del ranking, alla 99ª posizione.
Deve comunque passare dalle qualificazioni a Wimbledon e viene estromesso al primo turno. A Umago raggiunge l'unica semifinale ATP disputata in carriera, persa contro Lorenzi in tre set, risultato che gli permette di salire fino all'84ª posizione mondiale, suo miglior ranking in carriera. Inizialmente destinato a disputare le qualificazioni agli US Open, viene in extremis ammesso al tabellone principale del torneo grazie al forfait di Delbonis e perde al debutto contro Gulbis in quattro set. Nel torneo di doppio supera invece un turno in coppia con Florian Mayer. A settembre gioca ancora due tornei del circuito maggiore a Metz e Shenzhen e in entrambi i casi viene sconfitto al primo turno. Eliminato nelle qualificazioni dell'ATP 500 di Pechino, entra direttamente in tabellone a Stoccolma e perde di nuovo al primo turno. Chiude l'anno alla 154ª posizione del ranking ATP.

### 2018: secondo titolo Challenger e discesa nel ranking
Fallite le qualificazioni agli Australian Open, accede al tabellone principale all'ATP di Quito superando i turni di qualificazione contro Londero e Gaio; al primo turno batte per 6-3, 6-4 Polansky e al secondo turno cede a Monteiro in tre set dopo oltre tre ore e mezza di gioco. Resteranno questi gli unici due match ATP dell'anno, mentre viene eliminato nelle successive qualificazioni a Buenos Aires e Rio in febbraio, Barcellona e Estoril in aprile. Nei Challenger raggiunge la semifinale a Punta del Este e viene battuto da Bolelli, con il quale nello stesso torneo disputa la sua ultima finale in carriera in doppio.
Al Roland Garros perde l'ultimo turno di qualificazione in tre set contro Gulbis. In seguito perde la semifinale a Poznan contro Hurkacz ed esce nel turno decisivo delle qualificazioni anche a Wimbledon, sconfitto da Travaglia per 6-4, 6-2, 6-4. Agli US Open invece viene subito estromesso da Lestienne. Scivolato oltre la duecentesima posizione, torna a conquistare un titolo Challenger dopo due anni di digiuno a Banja Luka battendo Baldi in semifinale e Carlos Berlocq in rimonta in finale. Il successo lo riporta alla 174ª posizione e chiude la stagione alla al 160ª.

### 2019-2020: un titolo Challenger
Supera le qualificazioni e vince l'unico incontro ATP del 2019 al Córdoba Open, e viene eliminato in tre set dal nº 20 ATP Diego Schwartzman; esce invece al primo turno al Brasil Open. Torna a giocare nei Challenger e dopo l'uscita nei quarti in due tornei si aggiudica gli Internazionali Città di Vicenza con la vittoria in finale su Filippo Baldi. A luglio raggiunge la finale alla San Benedetto Tennis Cup e cede in due set a Albert Ramos Viñolas. Nella seconda parte di stagione esce in semifinale al Città di Como Challenger e alla Sánchez-Casal Cup, a settembre risale alla 140ª posizione e chiude la stagione alla 148ª. In doppio gioca senza successo nel 2019 solo cinque tornei e a ottobre esce dal ranking, mentre in singolare mantiene le posizioni del 2018. La discreta classifica in singolare gli consente di tornare a giocare nell'arco del 2020 le qualificazioni in sei tornei ATP, ma non riesce mai a superarle. A causa della brevità della stagione, interrotta per oltre sei mesi per la pandemia di COVID-19, disputa sei soli tornei Challenger e il miglior risultato è la semifinale raggiunta in ottobre al Lisboa Belém Open.

### 2021: prima qualificazione al Roland Garros
Sconfitto al primo turno di qualificazioni agli Australian Open e al Challenger di Istanbul, i primi risultati di rilievo li ottiene nei due Challenger disputati ad Antalya, dove coglie un quarto di finale e una semifinale. Successivamente arriva ai quarti anche nei Challenger di Gran Canaria-2 e Belgrado e in semifinale a Marbella e al Roma Garden, sconfitto in tre ore di gioco da Juan Manuel Cerúndolo. Al Roland Garros supera per la prima volta le qualificazioni e al primo turno perde al quinto set contro Nishikori dopo una battaglia di oltre quattro ore, mentre a Wimbledon viene sconfitto al primo turno di qualificazione. Nell'ATP 250 di Umago supera nelle qualificazioni Molleker e Olivo, al primo turno del main draw sconfigge Vesely per 7-5, 7-6, e al secondo turno viene battuto dalla testa di serie n° 4 Richard Gasquet per 7-6, 6-4. L'unico risultato di rilievo nel prosieguo della stagione è la semifinale raggiunta al Challenger di Lussino. Nel 2021 torna a giocare con maggiore frequenza in doppio, raggiunge una semifinale ad Antalya nei Challenger ed esce al primo turno all'ATP 500 di Amburgo dopo aver superato le qualificazioni.

### 2022: una finale Challenger
Viene eliminato al turno decisivo delle qualificazioni agli Australian Open da Yannick Hanfmann dopo due tie-break. Si mette in luce tra marzo e aprile con le semifinali nei Challenger di Zara e Oeiras, al successivo torneo di Oeiras II torna a disputare una finale Challenger dopo oltre due anni e mezzo, e viene sconfitto in due set da Gastão Elias. Per il secondo anno consecutivo supera le qualificazioni al Roland Garros ed esce al primo turno, questa volta dopo cinque set per mano di Borna Gojo. Sarà l'unico incontro del 2022 nel circuito maggiore, nel prosieguo della stagione non supera mai il secondo turno nei Challenger e già ad agosto esce definitivamente dalla top 200.

### 2023-2024: ultimo titolo Challenger e ritiro
A inizio stagione raggiunge due semifinali consecutive al Challenger de Tigre I e al Challenger de Tigre II. A marzo vince l'ultimo titolo in carriera al Challenger dello Zadar Open, battendo nel tie-break del terzo set Sebastian Ofner in finale. Poco dopo supera per l'ultima volta le qualificazioni nel circuito maggiore all'Estoril Open e viene sconfitto al primo turno da Fognini. Nel prosieguo della stagione non va oltre i quarti di finale in singolare nei tornei Challenger ma torna a ridosso della top 200. Quell'anno disputa due semifinali Challenger in doppio. Nel 2024 perde al primo turno delle qualificazioni nei quattro tornei del circuito maggiore disputati. Supera le qualificazioni raramente nei Challenger e raggiunge il secondo turno in sole quattro occasioni, l'ultima a giugno agli Internazionali Città di Perugia con il successo su Jahor Herasimaŭ. Chiude la carriera a settembre con la sconfitta al primo turno di qualificazione al Lisboa Belém Open contro Enrico Della Valle.

## Statistiche

### Tornei minori

#### Singolare

##### Vittorie (10)
| Legenda tornei minori |
| Challenger (4)        |
| Futures (6)           |

| N.  | Data              | Torneo                                   | Superficie  | Avversario in finale | Punteggio        |
| 1.  | 21 novembre 2010  | Spain F40, Madrid                        | Terra rossa | Javier Marti         | 7-5, 6-2         |
| 2.  | 22 maggio 2011    | Italy F10, Aosta                         | Terra rossa | Eduardo Struvay      | 6-4, 7–6(7)      |
| 3.  | 26 giugno 2011    | Italy F15, Viterbo                       | Terra rossa | Janez Semrajč        | 6-3, 6-0         |
| 4.  | 4 agosto 2013     | Italy F19, La Spezia                     | Terra rossa | Daniele Giorgini     | 6-2, 6-3         |
| 5.  | 6 giugno 2015     | Italy F12, Lodi                          | Terra rossa | Yann Marti           | 6(6)–7, 7-5, 6-4 |
| 6.  | 12 luglio 2015    | Italy F17, Sassuolo                      | Terra rossa | Gianluca Naso        | 4-6, 6-3, 6-2    |
| 7.  | 18 settembre 2016 | Szczecin Open, Stettino                  | Terra rossa | Dustin Brown         | 6-2, 6-3         |
| 8.  | 16 settembre 2018 | Banja Luka Challenger, Banja Luka        | Terra rossa | Carlos Berlocq       | 6(8)–7, 6-4, 6-4 |
| 9.  | 2 giugno 2019     | Internazionali Città di Vicenza, Vicenza | Terra rossa | Filippo Baldi        | 7-5, 6-2         |
| 10. | 26 marzo 2023     | Zadar Open, Zara                         | Terra rossa | Sebastian Ofner      | 6-4, 5-7, 7–6(6) |

##### Finali perse (11)
| Legenda tornei minori |
| Challenger (6)        |
| Futures (5)           |

| N.  | Data             | Torneo                                             | Superficie  | Avversario in finale | Punteggio        |
| 1.  | 13 marzo 2011    | Turkey F8, Antalya                                 | Terra rossa | Andrei Mlendea       | 3-6, 3-6         |
| 2.  | 10 aprile 2011   | Italy F4, Roma                                     | Terra rossa | Daniele Giorgini     | 5-7, 1-6         |
| 3.  | 31 luglio 2011   | Italy F20, La Spezia                               | Terra rossa | Philipp Oswald       | 3-6, 6-4, 2-6    |
| 4.  | 14 agosto 2011   | Italy F22, Appiano                                 | Terra rossa | Andres Molteni       | 5-7, 4-6         |
| 5.  | 2 ottobre 2011   | Tennislife Cup, Napoli                             | Terra rossa | Leonardo Mayer       | 3-6, 4-6         |
| 6.  | 5 maggio 2013    | Tennis Napoli Cup, Napoli                          | Terra rossa | Potito Starace       | 2-6, 0-2 rit.    |
| 7.  | 13 giugno 2015   | Italy F13, Bergamo                                 | Terra rossa | Gianluca Naso        | 6-4, 2-6, 6(3)–7 |
| 8.  | 19 luglio 2015   | San Benedetto Tennis Cup, San Benedetto del Tronto | Terra rossa | Albert Ramos Viñolas | 2-6, 4-6         |
| 9.  | 13 novembre 2016 | Internazionali Val Gardena Südtirol, Ortisei       | Terra rossa | Stefano Napolitano   | 4-6, 1-6         |
| 10. | 30 aprile 2017   | Internazionali di Tennis d'Abruzzo, Francavilla    | Terra rossa | Pedro Sousa          | 3-6, 6(3)–7      |
| 11. | 18 giugno 2017   | Città di Caltanissetta, Caltanissetta              | Terra rossa | Paolo Lorenzi        | 4-6, 2-6         |
| 12. | 10 aprile 2022   | Oeiras Challenger II, Oeiras                       | Terra rossa | Gastão Elias         | 6(4)–7, 1-6      |

#### Doppio

##### Vittorie (7)
| Legenda tornei minori |
| Challenger (1)        |
| Futures (6)           |

| N. | Data              | Torneo                      | Superficie  | Compagno         | Avversari in finale                          | Punteggio        |
| 1. | 30 agosto 2009    | Italy F25, Piombino         | Cemento     | Claudio Grassi   | Philippe De Bonnevie Colin O'Brien           | 6-1, 4-6, [10-5] |
| 2. | 27 settembre 2009 | Italy F29, Alghero          | Cemento     | Federico Gaio    | Vasek Pospisil Marcus Willis                 | 6-2, 7-5         |
| 3. | 7 giugno 2010     | Italy F11, Bergamo          | Terra rossa | Frederik Nielsen | Stefano Ianni Matteo Volante                 | 6-4, 7–6(3)      |
| 4. | 20 giugno 2010    | Italy F13, Padova           | Terra rossa | Federico Torresi | Paolo Beninca Matteo Viola                   | 6-1, 7–6(3)      |
| 5. | 1º agosto 2010    | Italy F19, La Spezia        | Terra rossa | Flavio Cipolla   | Thomas Fabbiano Walter Trusendi              | 6-2, 7–6(7)      |
| 6. | 14 agosto 2011    | Italy F22, Appiano          | Terra rossa | Stefano Ianni    | Andres Molteni Marco Trungelliti             | 6-2, 6-0         |
| 7. | 15 settembre 2013 | Morocco Tennis Tour, Meknès | Terra rossa | Gianluca Naso    | Gerard Granollers Pujol Jordi Samper-Montana | 7-5, 7–6(3)      |

##### Finali perse (18)
| Legenda tornei minori |
| Challenger (9)        |
| Futures (9)           |

| N.  | Data              | Torneo                                             | Superficie       | Compagno            | Avversari in finale                         | Punteggio        |
| 1.  | 12 ottobre 2008   | Italy F34, Quartu Sant'Elena                       | Terra rossa      | Federico Gaio       | Fabio Colangelo Matteo Volante              | 6(7)–7, 1-6      |
| 2.  | 26 luglio 2009    | Italy F20, Modena                                  | Terra rossa      | Filippo Leonardi    | Niels Desein Yannick Mertens                | 2-6, 1-6         |
| 3.  | 9 agosto 2009     | Italy F22, Avezzano                                | Terra rossa      | Giorgio Portaluri   | Daniel Danilovic Goran Tošić                | 6-0, 1-6, [3-10] |
| 4.  | 20 settembre 2009 | Italy F28, Porto Torres                            | Cemento          | Francesco Piccari   | Vasek Pospisil Marcus Willis                | 6-4, 3-6, [8-10] |
| 5.  | 21 marzo 2010     | Italy F1, Trento                                   | Sintetico indoor | Federico Gaio       | Nikolai Fidirko Nikolaus Moser              | 4-6, 4-6         |
| 6.  | 5 settembre 2010  | Italy F24, Trieste                                 | Terra rossa      | Marco Bortolotti    | Luis Diaz-Barriga Miguel Ángel Reyes Varela | 5-7, 3-6         |
| 7.  | 24 ottobre 2010   | Croatia F7, Ragusa                                 | Terra rossa      | Bertram Steinberger | Andrea Arnaboldi Morgan Phillips            | 4-6, 4-6         |
| 8.  | 30 luglio 2011    | Italy F20, La Spezia                               | Terra rossa      | Walter Trusendi     | Davide Della Tommasina Riccardo Sinicropi   | 6(3)–7, 1-6      |
| 9.  | 29 aprile 2013    | Tennis Napoli Cup, Napoli                          | Terra rossa      | Andrej Golubev      | Stefano Ianni Potito Starace                | 1-6, 3-6         |
| 10. | 9 giugno 2013     | Città di Caltanissetta, Caltanissetta              | Terra rossa      | Potito Starace      | Dominik Meffert Philipp Oswald              | 2-6, 3-6         |
| 11. | 14 luglio 2013    | San Benedetto Tennis Cup, San Benedetto del Tronto | Terra rossa      | João Sousa          | Pierre-Hugues Herbert Maxime Teixeira       | 4-6, 3-6         |
| 12. | 22 settembre 2013 | Szczecin Open, Stettino                            | Terra rossa      | Andrea Arnaboldi    | Ken Skupski Neal Skupski                    | 4-6, 6-1, [7-10] |
| 13. | 5 luglio 2015     | Challenger 2001 Team, Padova                       | Terra rossa      | Federico Gaio       | Michail Elgin Andrej Rublëv                 | 4-6, 6(4)–7      |
| 14. | 10 luglio 2015    | Italy F17, Sassuolo                                | Terra rossa      | Matteo Volante      | Mohamed Safwat Tristan-Samuel Weissborn     | 6-4, 5-7, [8-10] |
| 15. | 13 settembre 2015 | Genoa Open Challenger, Genova                      | Terra rossa      | Andrea Arnaboldi    | Guillermo Durán Horacio Zeballos            | 5-7, 4-6         |
| 16. | 22 settembre 2015 | Pekao Szczecin Open, Stettino                      | Terra rossa      | Federico Gaio       | Tristan Lamasine Fabrice Martin             | 3-6, 6(4)–7      |
| 17. | 9 luglio 2016     | Internazionali di Tennis dell'Umbria, Todi         | Terra rossa      | Salvatore Caruso    | Marcelo Demoliner Fabricio Neis             | 1-6, 6-3, [5-10] |
| 18. | 4 marzo 2018      | Punta Open, Punta del Este                         | Terra rossa      | Simone Bolelli      | Facundo Bagnis Ariel Behar                  | 2-6, 6(7)–7      |

## Risultati in progressione

### Singolare
| Sigla | Risultato               |
| ----- | ----------------------- |
| V     | Vincitore               |
| F     | Finalista               |
| SF    | Semifinalista           |
| O     | Oro olimpico            |
| A     | Argento olimpico        |
| SF    | Bronzo olimpico         |
| QF    | Quarti di Finale        |
| 4T    | Quarto turno            |
| 3T    | Terzo turno             |
| 2T    | Secondo turno           |
| 1T    | Primo turno             |
| RR    | Round Robin             |
| LQ    | Turno di qualificazione |
| A     | Assente                 |
| ND    | Non disputato           |

| Legenda superfici    |
| -------------------- |
| Cemento              |
| Terra battuta        |
| Erba                 |
| Superficie variabile |

| Tornei Grande Slam   |     |     |     |     |     |     |     |     |     |     |     |     |     |     |     |     |     |
| Australian Open      | A   | A   | A   | A   | Q1  | Q2  | A   | Q1  | Q1  | Q2  | Q1  | Q1  | Q1  | Q2  | A   | Q1  | 0–0 |
| Roland Garros        | A   | A   | A   | A   | A   | A   | A   | Q1  | Q2  | Q3  | Q1  | Q2  | 1T  | 1T  | A   | A   | 0-2 |
| Wimbledon            | A   | A   | A   | Q2  | A   | A   | A   | Q1  | Q1  | Q3  | Q1  | A   | Q1  | Q1  | Q1  | A   | 0–0 |
| US Open              | A   | A   | Q1  | Q2  | A   | A   | A   | 2T  | 1T  | Q1  | Q2  | A   | Q1  | A   | Q2  | A   | 1-2 |
| Vittorie-Sconfitte   | 0–0 | 0–0 | 0–0 | 0–0 | 0–0 | 0–0 | 0–0 | 1-1 | 0–1 | 0–0 | 0–0 | 0–0 | 0–1 | 0–1 | 0–0 | 0–0 | 1-4 |
| Statistiche carriera |     |     |     |     |     |     |     |     |     |     |     |     |     |     |     |     |     |
| Finali ATP Tour      | 0   | 0   | 0   | 0   | 0   | 0   | 0   | 0   | 0   | 0   | 0   | 0   | 0   | 0   | 0   | 0   | 0   |
| Tornei vinti         | 0   | 0   | 0   | 0   | 0   | 0   | 0   | 0   | 0   | 0   | 0   | 0   | 0   | 0   | 0   | 0   | 0   |
| Ranking fine anno    | 768 | 499 | 135 | 260 | 279 | 369 | 254 | 128 | 154 | 160 | 148 | 167 | 185 | 262 | 203 | 645 | N/A |

### Guadagni *
| Anno     | W. Tour 250 | Challenger | Futures | Totale | Guadagni ($) | Posizione |
| -------- | ----------- | ---------- | ------- | ------ | ------------ | --------- |
| 2007     | 0           | 0          | 0       | 0      | 940          | 1639      |
| 2008     | 0           | 0          | 0       | 0      | 781          | 1823      |
| 2009     | 0           | 0          | 2       | 2      | 7.690        | 736       |
| 2010     | 0           | 0          | 4       | 4      | 18.345       | 470       |
| 2011     | 0           | 0          | 3       | 3      | 65.258       | 255       |
| 2012     | 0           | 0          | 0       | 0      | 10.060       | 295       |
| Carriera | 0           | 0          | 9       | 9      | 103.252      | ND        |

*Singolare e doppio sommati